# شيانغ جون
شيانغ جون (بالصينية: 向君) هو لاعب كرة قدم صيني في مركز الدفاع، ولد في 20 أكتوبر 1983 في ووهان في الصين. لعب مع نادي شنجن.